# LIGO

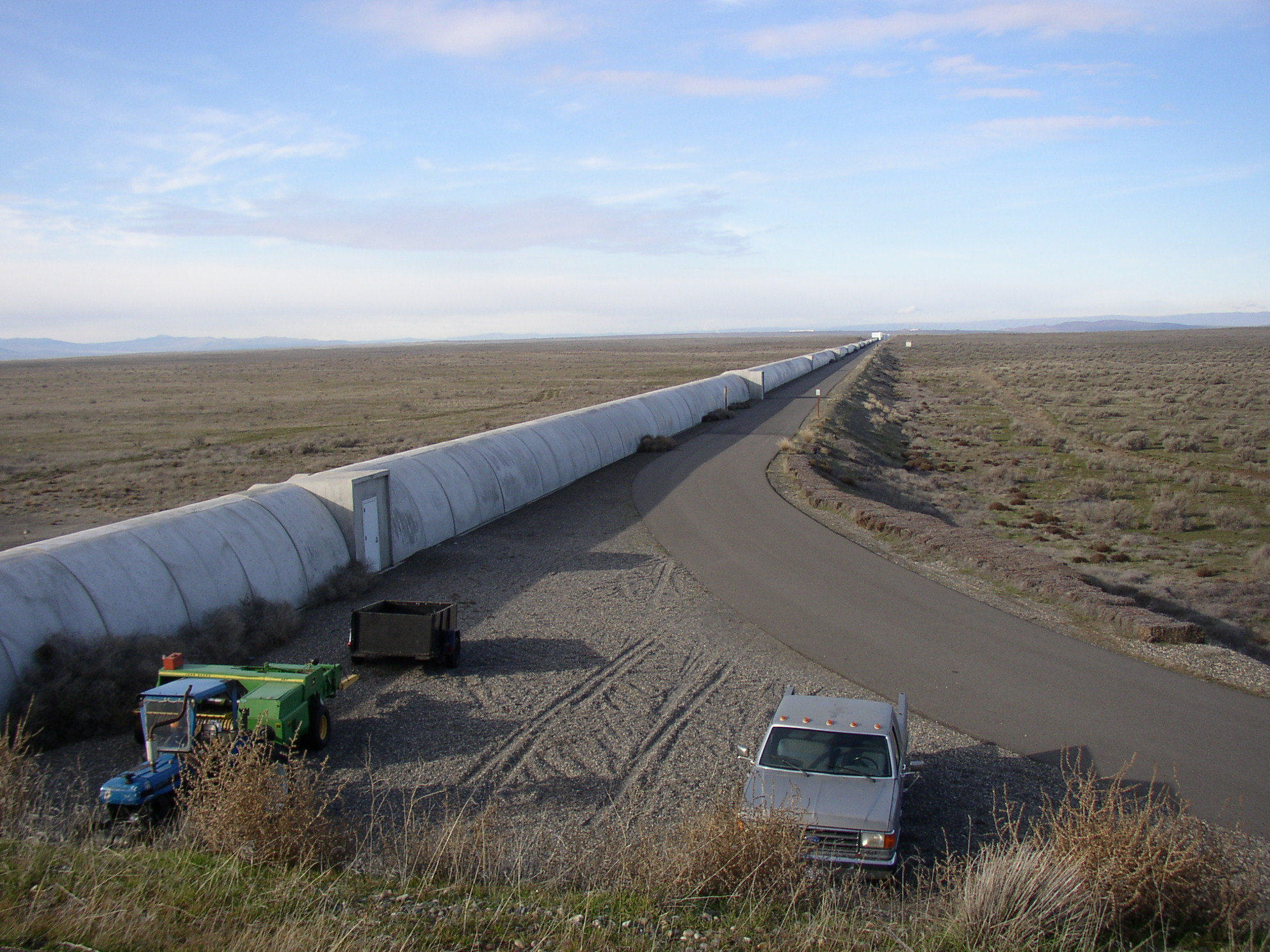
Imatge del LIGO Hanford Observatory, a la Reserva Nuclear de Hanford.

El LIGO (Laser Interferometer Gravitational-wave Observatory, «Observatori d'ones gravitatòries per interferometria làser») és un observatori astronòmic format per dos interferòmetres situats als estats de Louisiana i Washington (EUA) que té per objectiu la detecció i estudi de les ones gravitatòries.
Fou fundat el 1992 per Kip Thorne i Ronald Drever de l'Institut Tecnològic de Califòrnia (Caltech) i per Rainer Weiss de l'Institut Tecnològic de Massachusetts (MIT), segons una proposta original de Thorne i Drever del 1984. Rep suport de la National Science Foundation (NSF). Amb un cost de 365 milions de dòlars (USD de 2002), ha estat el més gran i ambiciós projecte mai fundat per la NSF. La International LIGO Scientific Collaboration (LSC) és un grup format per uns 400 investigadors d'unes 40 institucions, que treballen per analitzar les dades del LIGO i altres detectors, i també intenten obtenir detectors més sensibles en el futur. Entrà en funcionament el 29 de juny del 2002 i l'11 de febrer del 2016 anuncià la primera detecció directa d'ones gravitacionals realitzada el 14 de setembre del 2015 a les 09:51 UTC.
El 2017, Rainer Weiss, Kip Thorne i Barry Barish foren guardonats amb el Premi Nobel de física per les seves contribucions decisives al detector LIGO i a l'observació d'ones gravitatòries.

## Història
Les ones gravitatòries foren predites per Albert Einstein el 1916 amb la seva teoria de la Relativitat General, quan la tecnologia necessària per a detectar-les encara no existia. El 1969 Joseph Weber comunicà que havia detectat radiació gravitatòria amb un detector de barres de ressonància. La troballa no pogué ser confirmada i a mitjans de la dècada dels 1970, la majoria de físics consideraven que l'experiment de Weber probablement havia estat incorrecte. Poc després, Rainer Weiss, professor a l'Institut de Tecnologia de Massachusetts, quan preparava el seu curs sobre la relativitat redescobrí una proposta de Felix Pirani per a la detecció d'ones gravitacionals. Pirani havia suggerit l'ús de senyals de llum per veure les variacions en les posicions de les partícules veïnes quan una ona passa. La seva idea, amb una modificació clau, conduí a la gènesi de LIGO: en lloc d'utilitzar la sincronització de polsos de llum curts, Weiss proposà fer mesuraments de fase en un interferòmetre de Michelson. Ronald Drever, Kip Thorne, i molts altres realitzaren contribucions crucials per al desenvolupament d'aquesta idea en el que és avui dia LIGO.
L'agost del 2002, el LIGO començà a cercar ones còsmiques gravitacionals procedents de sistemes binaris xucladors (col·lisions i coalescències d'estels de neutrons i forats negres), col·lapses en forma de supernova de nuclis estel·lars (que formen estels de neutrons i forats negres), rotacions d'estrelles de neutrons amb escorces deformades i residus de radiació gravitacional creats pel naixement de l'Univers.

## Interferòmetres

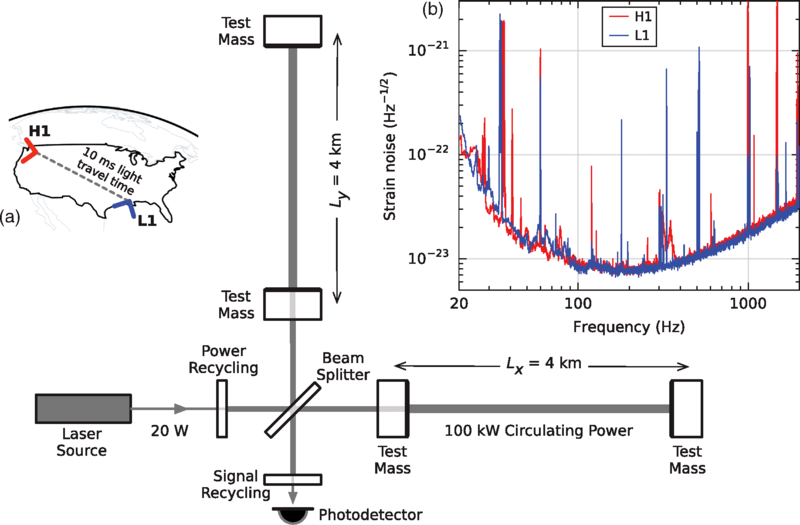
Esquema d'un interferòmetre LIGO

El LIGO opera en dos observatoris alhora: el LIGO Livingston Observatory, a Livingston, Louisiana, i el LIGO Hanford Observatory, a la Reserva Nuclear de Hanford, situada a Richland, Washington. Aquests dos llocs estan separats per 3002 km, i aquesta distància correspon a una diferència del temps d'arribada d'uns 10 ms. Cada observatori consta d'un interferòmetre de Michelson modificat, format per dos braços iguals de 4 km de longitud, disposats en perpendicular i que es tallen en un dels seus extrems, dintre de tubs d'uns 1,2 m de diàmetre. Aquests tubs tenen un volum de 8500 m³ dins els quals s'ha fet un buit vuit vegades superior al de l'espai, o una bilionèsima la pressió de l'atmosfera terrestre (1013,25 hPa).
Per mesurar les longituds relatives dels braços, un únic feix de llum làser es divideix en la intersecció dels dos braços. La meitat de la llum làser es transmet en un braç, mentre que l'altra meitat es reflecteix en el segon braç. Un miralls estan suspesos com a pèndols en l'extrem de cada braç i prop del divisor de feix. La llum del làser en cada braç es reflecteix en aquests miralls, i finalment torna a la intersecció, on interfereix amb la llum que arriba de l'altre braç. Si les longituds dels dos braços s'han mantingut sense canvis, a continuació, les dues ones de llum que es combinen s'anul·len completament entre si (interfereixen destructivament) i no hi ha llum observada a la sortida. No obstant això, si una ona gravitatòria passa per l'interferòmetre pot estirar un braç i comprimir l'altre (al voltant de 1/1000 el diàmetre d'un protó) i els dos feixos de llum en retrobar-se ja no interfereixen anul·lant-se completament i donen un patró d'interferència que es detecta a la sortida. Analitzant aquests patrons de llum es pot aconseguir la informació sobre el canvi de longitud relativa entre els dos braços, que al seu torn informa de les característiques de les ones gravitatòria. Molts de fenòmens produeixen a la Terra constantment canvis molt petits de longitud relatives als braços dels interferòmetres. Aquests senyals terrestres es consideren com a soroll que s'elimina emprant els dos detectors.